# Alastaro Circuit
Der Alastaro Circuit ist eine Motorsport-Rennstrecke in Loimaa, Finnland. Die Rennstrecke ist nach der ehemaligen Gemeinde Alastaro (heute Teil der Stadt Loimaa) benannt, an der die Rennstrecke grenzte.

## Streckenbeschreibung

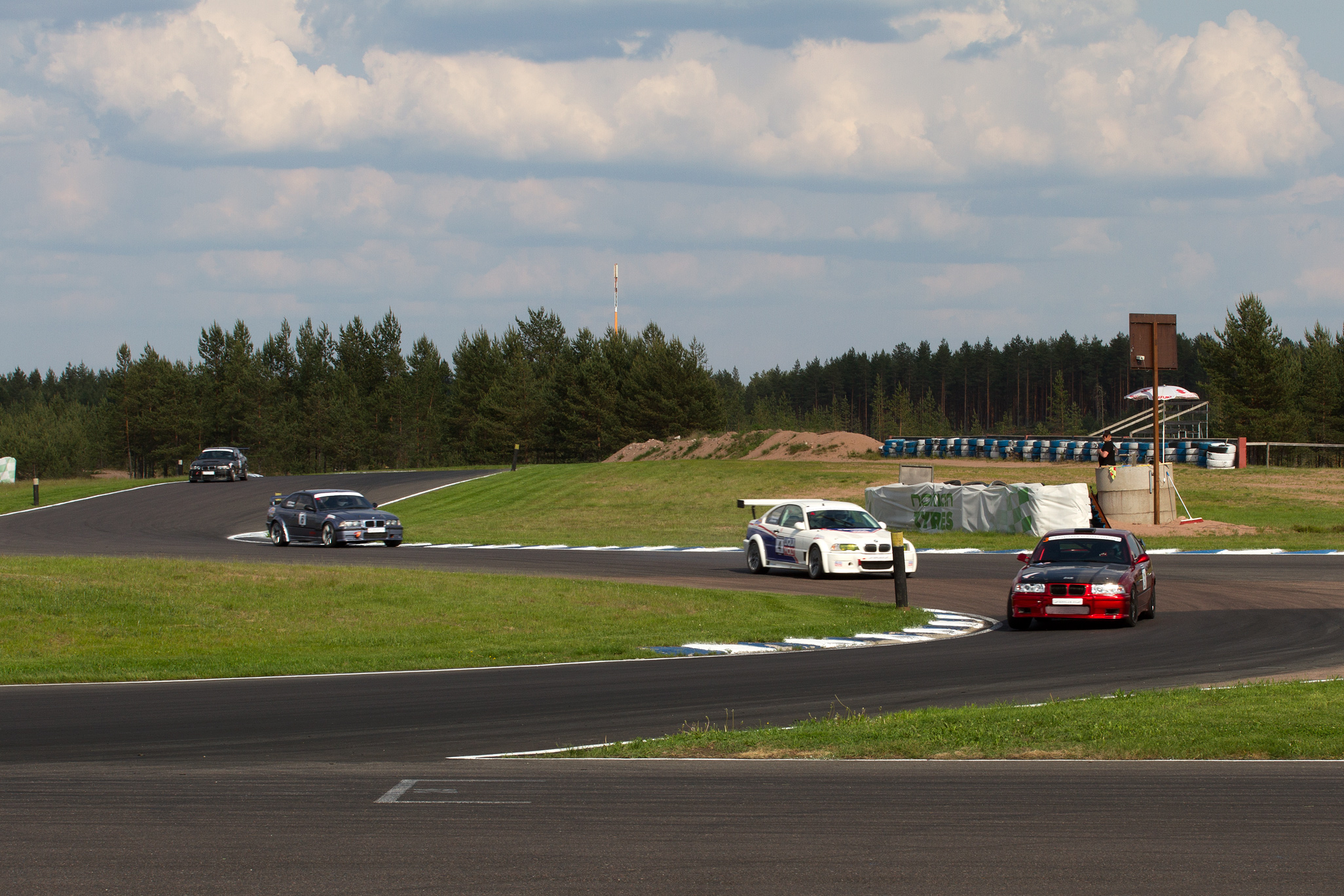
Letzte Kurve des Alastaro-Circuits

Die asphaltierte permanente Rundstrecke ist 2.721 Meter lang und 12 bis 15 Meter breit, sie wird im Uhrzeigersinn gefahren.
Teil der Anlage ist auch eine lange Gerade für Dragster-Rennen, sowie Schotterpisten für Rallye-Wertungsprüfungen, Rallyesprints und Jokamiehenluokka-Rennen (auch bekannt als Folkrace). Bis 2006 wurden hier auch sporadisch Rallycross-Wettbewerbe ausgefahren, damals war der Austragungsort unter dem Namen Alastaron Moottorirata bekannt.
Die Folkrace-Bahn ist rund 1,8 Kilometer lang, die Rallye-Wertungsprüfung kann bis auf eine Länge von 10 Kilometer ausgedehnt werden, die Rallyesprint-Strecke wird in verschiedenen Varianten gefahren und bis zu 4 Kilometer lang sein.

## Veranstaltungen
Auf dem Kurs  finden unter anderem Rundstrecken-Rennen, Motocross-Rennen, Motorrad- und Seitenwagenrennen, Traktorpulling-Wettbewerbe und Fahrlehrgänge statt. Truck Racing und Dragster-Rennen sind seit 2015 aus Umweltschutzgründen auf der Anlage untersagt.
Von 2015 bis 2018 war die Rennstrecke ein Austragungsort für Läufe der ehemaligen Nordeuropäischen Formel-4-Meisterschaft.